# La Cause
La Cause est une fondation protestante française, fondée en 1920 à l'initiative du pasteur Freddy Durrleman, consacrée à la solidarité sociale et à l'évangélisation.

## Historique
La Cause est fondée en mars 1920 par le pasteur Freddy Durrleman à son retour de mission d'aumônier sur le navire-hôpital de l'armée d'Orient durant la Première Guerre mondiale,. Elle est une co-création de la Société Centrale Évangélique et de la Mission Populaire Évangélique et prendra sa pleine indépendance en 1926-1927. 
Le siège de la fondation, d'abord situé à Paris, est transféré en 1933 à Carrières-sous-Poissy, où il se trouve toujours.
D'abord située à gauche par ses racines chrétiennes sociales, à partir du 8 mai 1934, ses membres participent, à Paris, au défilé de la fête nationale de Jeanne d'Arc et du patriotisme, aux côtés des protestants royalistes de l'Association Sully, ainsi que, notamment, des militants de l'Action française ou encore des Croix-de-Feu.
En février 1934, son fondateur Freddy Durrleman est un des premiers à dénoncer à la radio l'antisémitisme nazi et son fils Valdo fera scandale en 1942 avec une prédication radio diffusée évoquant la victoire finale d'Israël. À cette époque, Freddy Durrleman était déjà emprisonné pour faits de résistance, lui qui fut le premier pasteur emprisonné pour ce motif lors de la deuxième guerre mondiale. 
Durant l'été 1934, à Paris, La Cause organise une exposition anticommuniste, avec l'aide de la Fédération nationale catholique.
Elle organisera aussi un congrès nommé Le Communisme contre la chrétienté, la Chrétienté contre le communisme, qui a droit à deux éditions. La première à Paris, en décembre 1936 et la seconde à Metz, en mars 1937. Congrès animés par les protestants: Frédéric Eccard, Édouard Soulier, René Gillouin, mais aussi par le catholique Xavier Vallat.
La Cause est devenue une fondation reconnue d'utilité publique depuis 2009.

## Organisation et doctrine
Dans l'entre-deux-guerres, La Cause développe une quarantaine de sections à travers la France et compte entre 10 000 et 14 000 membres. À partir de 1928, elle tient une émission hebdomadaire sur Radio Paris, mais se voit écartée des ondes en 1937, en raison de la politisation du mouvement, qui lui vaut aussi le départ de nombre de ses militants.
En effet, le 38e Groupe amiral de Coligny, fondé en janvier 1933, prêche une critique profonde du pacifisme, tandis que le 39e Groupe d'action contre le mouvement des « Sans-Dieu militants », fondé en avril 1935, opte une ligne résolument anticommuniste.
Peu après la Crise du 6 février 1934, la section étudiante du mouvement rend hommage aux émeutiers décédés, considérant qu'il s'agit là du « réveil de la conscience morale de la France » et l'année suivante, en février 1935, Freddy Durrleman, accompagné de ses jeunes militants, dépose une couronne de fleurs place de la Concorde. Par ailleurs, le pasteur Ernest Lengereau, membre de l'Association Sully, dans la revue du mouvement, apporte son soutien à Franco, lors de la guerre civile espagnole.
Aujourd'hui, La Cause comprend quatre départements d'action :
- Le département Handicap visuel, qui propose deux bibliothèques par correspondance. L'une en sonore avec plus de deux mille titres, la seconde en braille avec 550 ouvrages[4].
- Le département Enfance, qui comprend trois services : l'adoption, créée en 1923, qui a permis l'adoption de plus de deux mille enfants ; le parrainage qui soutient 9 structures à Madagascar, 1 orphelinat au Togo, 2 centres pour enfants aveugles au Burkina Faso et au Cameroun, 8 orphelinats en Haïti ; et l'aide humanitaire avec réalisation de constructions de bâtiments pour les orphelinats et de développement agricole[4].
- Le département Solos-Duos, qui offre un service de conseil conjugal pour les couples et les familles, organise des sessions pour les couples et a développé un réseau de solidarité pour lutter contre la solitude[4].
- Les Éditions La Cause, qui visent à faire connaître l'histoire du protestantisme et à mettre en valeur son patrimoine culturel et spirituel[4]. Très productive de 1920 à 1933, elle publie près de 3,5 millions d'exemplaires d'ouvrages, affiches ou traités[1].

La Cause est membre de la Fédération protestante de France et de la Fédération de l'Entraide protestante.

#### Travaux universitaires
- Grace Davie, Right Wing Politics among French Protestants (1900-1944), with special reference to the Association Sully, doctorat, London School of Economics, 1975
- Patrick Cabanel, Evangéliser la France au XXe siècle - Histoire de La Cause - 1920-2020, Editions La Cause, 2021

#### Ouvrages généraux
- Patrick Cabanel :
  - Les protestants et la République, de 1870 à nos jours, 2000
  - Évangéliser en France au XXe siècle : histoire de La Cause (1920-2020), Paris, La Cause, 2021  (ISBN 978-2-8765-7134-1).
- Pasteur Freddy Durrleman, Lettres d’un aumônier sur un navire-hôpital, Armée d’Orient (1915-1918), préface de Patrick Cabanel, Éditions La Cause, 2014, 230 p.

### Filmographie
- [vidéo] « La Fondation La Cause : un siècle de raisons » sur France 2, 15 mars 2020, 29min 47s.